# Бан сир Мерт Клефси
Бан сир Мерт Клефси (фр. Ban-sur-Meurthe-Clefcy) насеље је и општина у североисточној Француској у региону Лорена, у департману Вогези која припада префектури Сен Дије де Вогез.
По подацима из 2011. године у општини је живело 946 становника, а густина насељености је износила 21,0 становника/km². Општина се простире на површини од 45,04 km². Налази се на средњој надморској висини од 478 метара (максималној 1.143 m, а минималној 455 m).

## Демографија
| 1962. | 1968. | 1975. | 1982. | 1990. | 1999. | 2011. |
| ----- | ----- | ----- | ----- | ----- | ----- | ----- |
| 640   | 667   | 653   | 717   | 756   | 798   | 946   |

График промене броја становника у току последњих година